# Paraptychodes tenuis
Paraptychodes tenuis là một loài bướm đêm trong họ Geometridae.